# NGC 3465
NGC 3465 é uma galáxia espiral (Sab) localizada na direcção da constelação de Draco. Possui uma declinação de +75° 11' 30" e uma ascensão recta de 10 horas, 59 minutos e 31,3 segundos.
A galáxia NGC 3465 foi descoberta em 2 de Abril de 1801 por William Herschel.